# Bekräftelsenamn
Bekräftelsenamn är en namntradition i Katolska kyrkan. Vid konfirmationen är det vanligt att konfirmanden väljer ett bekräftelsenamn eller "konfirmationsnamn" utöver sina dopnamn (d.v.s. vanliga förnamn). Bekräftelsenamnet är namnet på ett helgon som den konfirmerade känner samhörighet med, och efter konfirmationen blir helgonet i fråga också konfirmandens personliga skyddshelgon.